# Wybory do Parlamentu Europejskiego w Hiszpanii w 1989 roku
Wybory do Parlamentu Europejskiego w Hiszpanii w 1989 roku odbyły się 15 czerwca 1989. Hiszpanie wybierali 60 europosłów. Wybory wygrała Hiszpańska Socjalistyczna Partia Robotnicza zdobywając 39,57% głosów co dało partii 27 z 60 mandatów. Mandaty zdobyły także Centrum Demokratyczne i Społeczne, Zjednoczona Lewica, Konwergencja i Jedność, Partia Ruiza-Mateosa, Koalicja Nacjonalistyczna), Partia Andaluzyjska, Izquierda de los Pueblos, Batasuna i Por la Europa de los Pueblos.

## Wyniki wyborów
| Partia/ Koalicja                            | Frakcja europejska | Liczba głosów | % głosów | mandaty |
| ------------------------------------------- | ------------------ | ------------- | -------- | ------- |
| Hiszpańska Socjalistyczna Partia Robotnicza | PES                | 6 275 552     | 39,57%   | 27      |
| Centrum Demokratyczne i Społeczne           | EPP                | 1 133 429     | 7,15%    | 15      |
| Zjednoczona Lewica                          | ZLE/NZL            | 961 742       | 6,06%    | 4       |
| Konwergencja i Jedność                      | ELDR               | 666 602       | 4,20%    | 2       |
| Partia Ruiza-Mateosa                        | –                  | 608 560       | 3,84%    | 2       |
| Koalicja Nacjonalistyczna                   | ALDE               | 303 038       | 1,91%    | 1       |
| Partia Andaluzyjska                         | –                  | 295 047       | 1,86%    | 1       |
| Izquierda de los Pueblos                    | –                  | 290 286       | 1,83%    | 1       |
| Batasuna                                    | –                  | 269 094       | 1,70%    | 1       |
| O Europę Narodów                            | –                  | 238 909       | 1,51%    | 1       |
| inni                                        | –                  | 523 585       | 3,3%     | –       |
| Razem                                       | –                  | 16 022 76     | 100%     | 60      |